# Durchschleifen
Durchschleifen bezeichnet eine Verdrahtungsart in der elektrotechnischen Praxis.

## Elektrotechnik
Die einzelnen Adern einer elektrischen Leitung (Phase, Neutralleiter und Schutzleiter) werden durch eine Parallelschaltung in einer weiteren Steckdose zur Verfügung gestellt. Somit werden die elektrische Spannung und die Frequenz (z. B. 230 V / 50 Hz) durchgeschleift.
Anwendungen sind z. B.
- die zusätzliche Steckdose an einem Tageslichtprojektor
- die Kaltgeräte-Steckdose an der Rückseite eines Computers
- die Verdrahtung in einer Mehrfachsteckdose.

## Audio- und Videosignale
Neben der Anwendung bei Netzspannungen kennt man den Begriff des Durchschleifens auch bei Audio- und Videosignalen.
- Oft werden gewisse Filter- und Bearbeitungsstufen optional eingesetzt, wobei man das unverfälschte Eingangssignal wahlweise direkt, ohne jede Bearbeitung, zum Ausgang durchschleift. Ein Beispiel dafür ist der EQ-Schalter eines Mischpult-Kanals. Hier überbrückt der Schalter die EQ-Stufe des Kanals; das Signal wird also in die nachfolgende Sektion des Kanals (meist die AUX- oder gleich die Fader-Sektion) durchgeschleift.
- Oder das Eingangssignal wird an einen Verteilerpunkt durchgeschleift, an dem andere Bearbeitungsstufen wahlweise angeschlossen werden können. Ein Beispiel dafür ist die Insert-Buchse eines Mischpults, bei der das Audio-Signal durchgeschleift wird, solange kein Insert-Stecker den Signalweg unterbricht.
- Die Lautsprecherabgangsklemmen an vielen Verstärkern, bei denen man mehrere Boxenpaare an die Endstufe anschließen kann.
- Viele PA-Boxen (="Festivalboxen") bieten neben dem Eingang auch einen Ausgang an, um PA-Boxentürme mittels Durchschleifen mit nur einer Leitung zur Endstufe betreiben zu können.
- Die zusätzlichen Cinchbuchsen hinten an einem Fernseher, die das Signal von der Scartbuchse abgreifen.

## Weitere Beispiele
- Die Molexstecker im PC-Netzteil, wenn ein Strang mehr als einen Molexstecker enthält.
- PC-Netzwerke mit BNC-Steckern.